# 中根佑二
中根 佑二（なかね ゆうじ、1989年9月7日 - ）は、宮城県仙台市出身の元プロ野球選手（投手）。右投右打。従兄弟は元プロ野球選手の中根仁。

## 経歴
小学2年から野球を始める。仙台東リトルで、世界選手権準優勝の経験を持つ。
エース候補として仙台育英高に進学したが、1年時の秋に右肘靭帯を手術。2年時の秋になって復帰するが、3年時の夏も佐藤由規の控えであった。宮城県予選の泉高戦では8回を4安打無失点13奪三振を記録する好投を見せ、チームも第89回全国高等学校野球選手権大会への出場を果たしたが、甲子園での登板機会はなかった。
高校卒業後は、仙台六大学野球連盟に加盟する東北福祉大学に進学。1年時の春からリーグ戦に登板、秋に初勝利を挙げる。3年時からエースとなり、春は5勝を挙げMVPに輝き、ベストナインに選出された。第59回全日本大学野球選手権大会では、佛教大学の大野雄大と投げ合い6回途中を2失点と試合を作ったが、チームは大野の前に2安打完封と抑え込まれ初戦で敗退。秋は、春に続き5勝を挙げ2季連続でベストナインに選出された。
4年時は、春に5勝を挙げてMVPも、秋季リーグ開幕前に肩を痛めてしまい9月半ばに救援で復帰し3試合の登板に留まった。リーグ通算29試合19勝1敗、防御率0.88。
2011年10月27日、プロ野球ドラフト会議で東京ヤクルトスワローズから5位指名を受けた。
2012年1月7日、都内の病院で、右膝前十字靭帯損傷の靭帯再建手術を行った。
2013年9月25日、群馬県館林市内の病院で、右ひじの側副じん帯再建手術（トミー・ジョン手術）を受けた。
2013年10月8日に球団から戦力外通告を受けたが、11月12日に育成選手として再契約されたことが発表された。
2014年10月1日に球団から戦力外通告を受け、10月31日に自由契約公示されたが、11月18日に育成選手で再契約を結んだ。
2015年10月2日に球団から3年連続となる戦力外通告を受けた。プロ入り後、一軍、二軍ともに1試合も登板できずに退団となった。

## 選手としての特徴・人物
最速148km/hのストレートに落差の大きいフォークが武器。他にもスライダー・チェンジアップなどを投げるが、プロでは度重なる怪我に悩まされた。

## 詳細情報

### 年度別投手成績
- 一軍公式戦出場なし

### 背番号
- 38 （2012年 - 2013年）
- 138 （2014年 - 2015年）